# Maimbeville
Maimbeville [mɛ̃bvil] ist eine französische Gemeinde mit 385 Einwohnern (Stand 1. Januar 2022) im Département Oise in der Region Hauts-de-France. Sie gehört zum Arrondissement Clermont, zur Communauté de communes du Clermontois und zum Kanton Clermont.

## Geographie
Die Gemeinde Maimbeville liegt rund 13 Kilometer nordöstlich von Clermont und 22 Kilometer westlich von Compiègne.

## Toponymie und Geschichte
Der Gemeindename leitet sich vom lateinischen Maimboldi villa ab. Seit 1157 war Maimbeville der Abtei Saint-Lucien in Beauvais zehntpflichtig. Der an den Südhängen betriebene Weinbau ging im 19. Jahrhundert zurück und schließlich ganz ein. 1853 verwüstete ein Brand das Dorf. Von 1828 bis 1834 war die Nachbargemeinde Fouilleuse an Maimbeville angeschlossen.

## Bevölkerung
| Jahr                       | 1962 | 1968 | 1975 | 1982 | 1990 | 1999 | 2006 | 2012 | 2021 |
| -------------------------- | ---- | ---- | ---- | ---- | ---- | ---- | ---- | ---- | ---- |
| Einwohner                  | 221  | 170  | 161  | 208  | 235  | 310  | 361  | 376  | 389  |
| Quellen: Cassini und INSEE |      |      |      |      |      |      |      |      |      |

## Sehenswürdigkeiten
- Kirche Saint-Martin mit Querhaus und quadratischem Turm an der linken Seite der Fassade aus dem 15. und 16. Jahrhundert, seit 1950 als Monument historique klassifiziert; zwei Statuen (Barmherzigkeit des hl. Martin und Schmerzensmutter) aus dem 16. Jahrhundert sind in der Base Palissy registriert[1]
- Rundturm aus Ziegelmauerwerk
- Kreuz an der Place de Verdun
- Calvaire
- Wasserturm

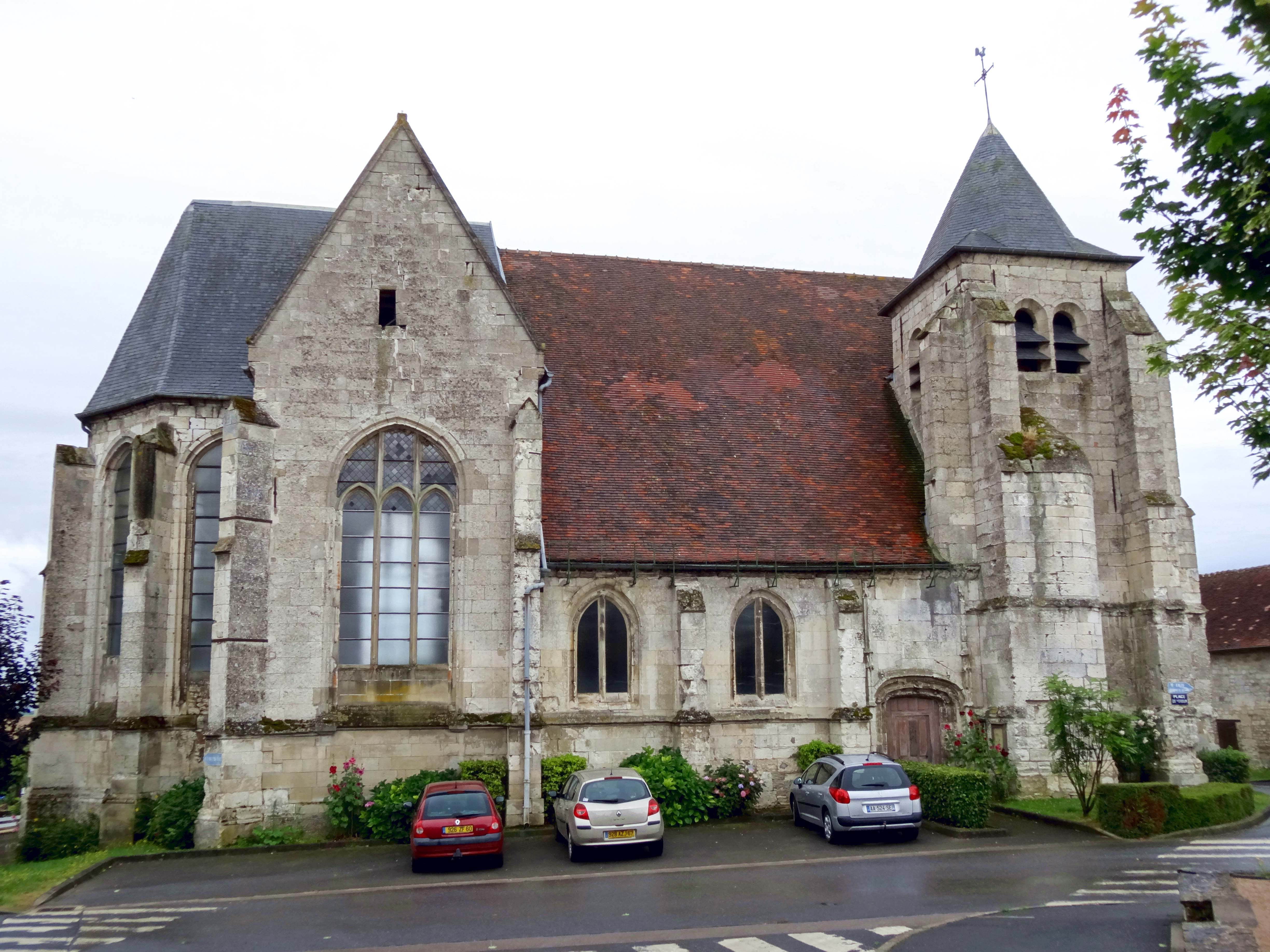
Kirche Saint-Martin
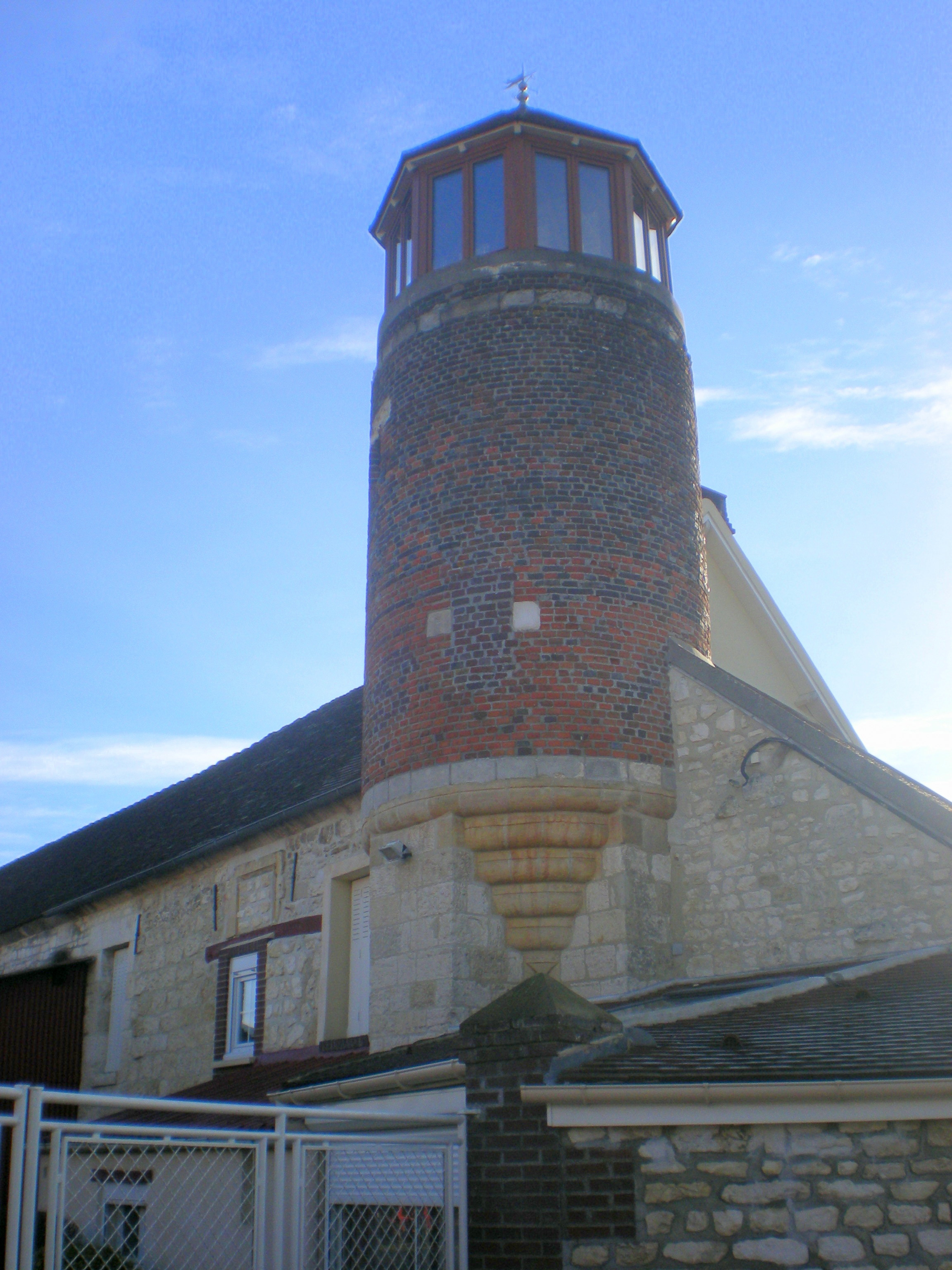
Rundturm
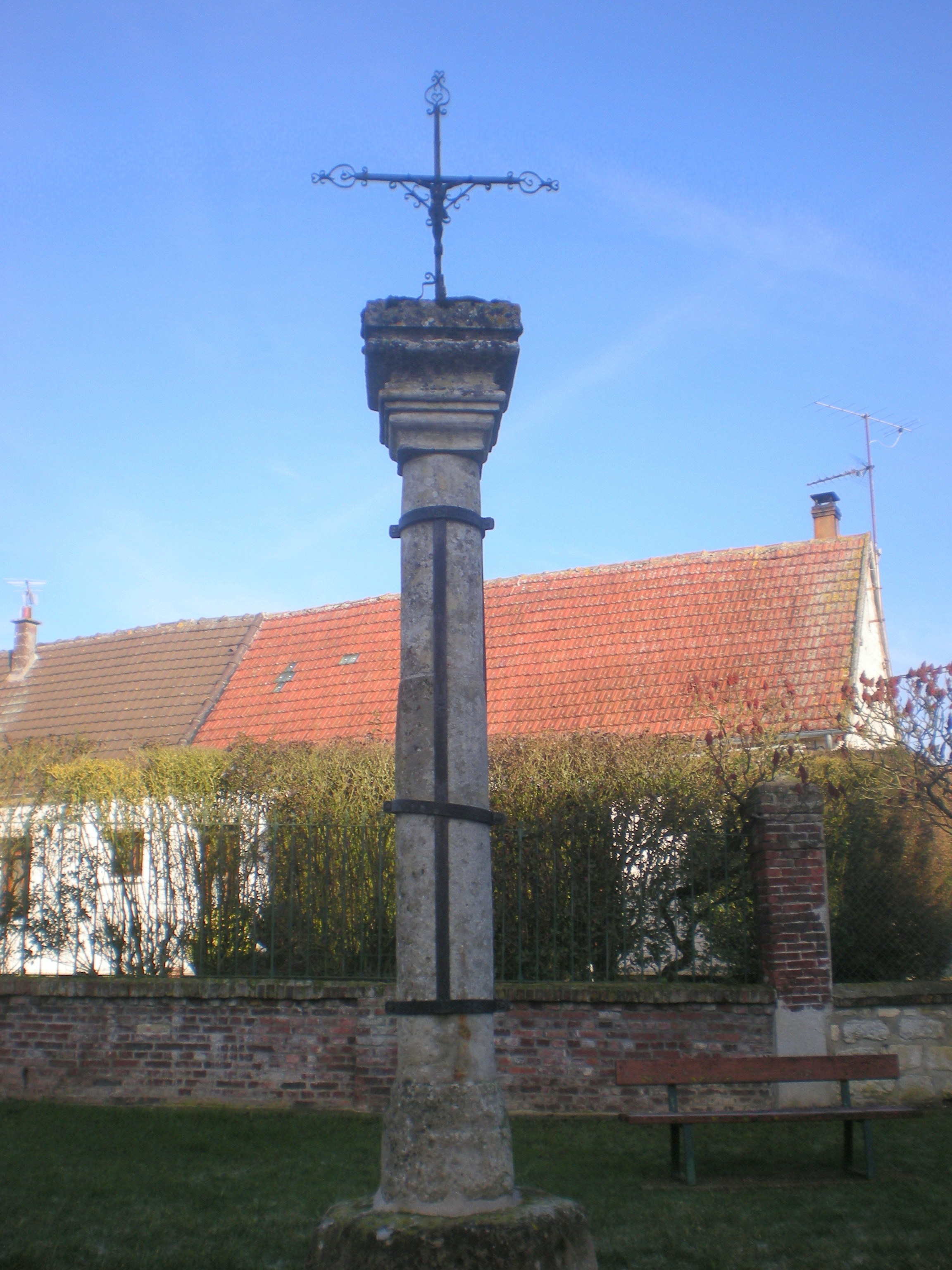
Kreuz an der Place de Verdun